# 1 Puppis
1 Puppis, som är stjärnans Flamsteedbeteckning, är en ensam stjärna belägen i den norra delen av stjärnbilden Akterskeppet strax ovanför den vita superjätten, 3 Puppis. Den har en skenbar magnitud på 4,59 och är synlig för blotta ögat där ljusföroreningar ej förekommer. Baserat på parallaxmätning inom Hipparcosuppdraget på ca 5,0 mas, beräknas den befinna sig på ett avstånd på ca 650 ljusår (ca 198 parsek) från solen. Den rör sig bort från jorden med en heliocentrisk radiell hastighet av +32,4 km/s.

## Egenskaper
1 Puppis är en röd jättestjärna av spektralklass M1 III, som har förbrukat vätet i dess kärna och utvecklats bort från huvudserien. Den har en radie som är ca 85 gånger större än solens och utsänder ca 1 500 gånger mera energi än solen från dess fotosfär vid en effektiv temperatur på ca 4 100 K.
1 Puppis har flera visuella följeslagare: 1 Puppis B av magnitud 13,7 och vinkelseparation på 26 bågsekunder, 1 Puppis C av magnitud 9,21 separerad med 78,8 bågsekunder och 1 Puppis D av magnitud 10,84 och separerad från 1 Puppis C med 1,3 bågsekunder.